# Дискография Скарлетт Йоханссон
Американская актриса и певица Скарлетт Йоханссон выпустила два студийных альбома, четыре мини-альбома и четыре сингла. Её дебютный студийный альбом Anywhere I Lay My Head выпущен 20 мая 2008 года. Отзывы об альбоме были смешанными или средним. Журнал Spin прокомментировал: «В пении Скарлетт Йоханссон нет ничего особенно привлекательного». Она и Пит Йорн записали совместный альбом Break Up с Сержем Генсбуром и Брижит Бардо.

## Альбомы

### Студийные альбомы
| Название                                                                          | Информация об альбоме                                                               | Позиции в чартах | Позиции в чартах | Позиции в чартах | Позиции в чартах | Позиции в чартах | Позиции в чартах | Позиции в чартах | Позиции в чартах | Позиции в чартах | Позиции в чартах | Продажи                          |
| Название                                                                          | Информация об альбоме                                                               | USA              | AUT              | BEL              | FRA              | GER              | IRL              | SPA              | SWE              | SWI              | UK               | Продажи                          |
| --------------------------------------------------------------------------------- | ----------------------------------------------------------------------------------- | ---------------- | ---------------- | ---------------- | ---------------- | ---------------- | ---------------- | ---------------- | ---------------- | ---------------- | ---------------- | -------------------------------- |
| Anywhere I Lay My Head                                                            | - Выпущен: 16 мая 2008 - Лейбл: Atco, Rhino - Формат: CD, Цифровая дистрибуция      | 126              | 25               | 30               | 26               | 30               | 65               | 77               | 27               | 15               | 64               | - США: 19,000 - весь мир: 25,000 |
| Break Up                                                                          | - Выпущен: 15 сентября 2009 - Лейбл: Atco, Rhino - Формат: CD, Цифровая дистрибуция | 41               | —                | 78               | 18               | 89               | —                | —                | —                | 58               | 160              |                                  |
| Знак «—» обозначает, что альбом не вошёл в чарт или не был издан в данной стране. |                                                                                     |                  |                  |                  |                  |                  |                  |                  |                  |                  |                  |                                  |

### Мини-альбомы
| Название           | Информация                                                                   |
| ------------------ | ---------------------------------------------------------------------------- |
| Rhapsody Originals | - Выпущен:24 июня 2008 - Лейбл: Atco - Формат: Цифровая дистрибуция          |
| Live Session       | - Выпущен: 15 июля 2008 - Лейбл: Rhino - Формат: Цифровая дистрибуция        |
| Live at KCRW.com   | - Выпущен: 15 декабря 2009 - Лейбл: Rhino - Формат: CD, Цифровая дистрибуция |
| Apart              | - Выпущен: 1 июня 2018 - Лейбл: Capitol - Формат: CD, Цифровая дистрибуция   |

## Синглы

### Основной артист
| «Falling Down»                                                                    | 2008 | 21 | 23 | —  | —  | —  | 70 | —   | Anywhere I Lay My Head |
| «Relator»                                                                         | 2009 | —  | —  | 10 | 19 | 91 | 57 | 189 | Break Up               |
| «Blackie’s Dead»                                                                  | 2009 | —  | —  | —  | —  | —  | —  | —   | Break Up               |
| «Bad Dreams»                                                                      | 2018 | —  | —  | —  | —  | —  | —  | —   | Apart                  |
| Знак «—» обозначает, что альбом не вошёл в чарт или не был издан в данной стране. |      |    |    |    |    |    |    |     |                        |

### Как приглашённый артист
| Название         | Год  | Альбом                  |
| ---------------- | ---- | ----------------------- |
| «Bonnie & Clyde» | 2012 | From Gainsbourg to Lulu |

### Промосинглы
| Название          | Год  | Альбом |
| ----------------- | ---- | ------ |
| «Set It All Free» | 2016 | Sing   |

### С группой «The Singles»
| Название | Год  | Альбом |
| -------- | ---- | ------ |
| «Candy»  | 2015 | N/A    |

## Видеоклипы
| Название       | Год  | Режиссёр       |
| -------------- | ---- | -------------- |
| «Falling Down» | 2008 | Беннетт Миллер |
| «Relator»      | 2009 | Джим Райт      |
| «Bad Dreams»   | 2018 | Софи Мюллер    |